# Pete Rugolo
Pete Rugolo, né le 25 décembre 1915 à San Piero Patti en Italie et mort le 16 octobre 2011 à Los Angeles en Californie est un arrangeur et chef d'orchestre de jazz, de pop et de musique de film et de télévision américain.

## Biographie

### Jazz
Pete Rugolo, qui est né en Italie, grandit, à partir de l'âge de cinq ans, à Santa Rosa en Californie, où sa famille a émigré. Il étudie la musique auprès de Darius Milhaud au Mills College d'Oakland. À la fin des années 1940, Rugolo devient arrangeur pour Stan Kenton et contribue grandement à forger le son de l'orchestre. Dans les années 1950, il dirige son propre orchestre, constitué des principaux musiciens West Coast et publie plusieurs albums. Au début des années 1960, il enregistre pour Mercury Records une série de disques aux noms intrigants, Ten Trombones Like Two Pianos, Ten Trumpets and Two Guitars, Ten Saxophones and Two Basses.

### Travail de studio
Rugolo, qui a déjà écrit des arrangements pour des enregistrements de chanteurs, Harry Belafonte ou Nat King Cole, se détourne de plus en plus du jazz pour se consacrer à l'écriture de partitions pour des séries télévisées, notamment en 1963, le fugitif, en 1966, Brigade criminelle.

## Discographie partielle

### Comme leader
- 1955 : Introducing Pete Rugolo And His Orchestra, Columbia Records
- 1956 : Adventures In Rhythm, Columbia Records
- 1958 : Rugolo Plays Kenton, Mercury Records
- 1959 : Reeds in Hi-Fi, Mercury Records
- 1959 : Brass in Hi-FI, Mercury Records
- 1960 : Ten Trombones Like Two Pianos, Mercury Records
- 1961 : Ten Trumpets and Two Guitars, Mercury Records
- 1961 : Ten Saxophones and Two Basses, Mercury Records

## Sources
- Courte biographie sur le site Allmusic.com